# Angela Maria della Concezione

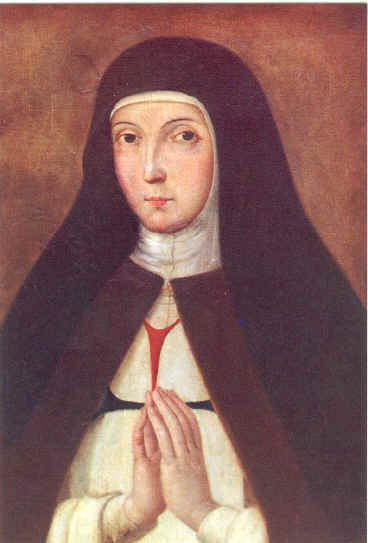
Ritratto di Angela Maria della Concezione

Angela Maria della Concezione (in spagnolo: Ángela María de la Concepción; Cantalapiedra, 1º marzo 1649 – El Toboso, 19 aprile 1690), al secolo Ángela Tabares y Martínez, è stata una religiosa cattolica e scrittrice spagnola, riformatrice dell'Ordine della Santissima Trinità, fondatrice del monastero del Toboso ed esponente del Siglo de Oro letterario spagnolo.

## Biografia
Nacque a Cantalapiedra, nella provincia di Salamanca, Spagna, il 1 marzo 1649, da genitori profondamente cristiani, Alonso Tabares e Maria Martínez. Già da molto piccola custodisce il desiderio di diventare monaca trinitaria, siccome l'ordine non era ancora stato riformato, decisse di entrare nell'ordine delle carmelitane scalze di Valladolid.
Inizia ben presto ad avere sia problemi di salute che esperienze mistiche. Da novizia abbandona le carmelitane, incamminandosi verso Medina del Campo per entrare nell'ordine delle monache trinitarie. Riceve l'abito nel 1669, confermando la sua professione di fede il 21 settembre 1670. La religiosa, secondo i suoi scritti, si sente chiamata dallo Spirito a fondare un monastero Trinitario Recolletto, di maggiore osservanza, secondo la Regola di San Giovanni de Matha. Il 2 maggio 1680 inizia l'iter per la fondazione, e Suor Angela Maria riceve la nomina di priora.
Con l'approvazione delle Costituzioni nel 1886 da parte di papa Innocenzo XI, si consolida quello stile di vita ritenuto il più vicino alla Regola di San Giovanni di Matha. Il 19 aprile 1690 suor Angela muore nel monastero d'El Toboso.
Ad Angela Maria della Concezione sono stati donati, sia grandi doni naturali che soprannaturali. Fu considerata una grande scrittrice del Siglo de Oro spagnolo, nonché una persona dotata di una considerevole ricchezza spirituale, ancora una testimone per il suo ordine religioso e tutta la familia trinitaria. Dalla Chiesa cattolica viene considerata serva di Dio, grazie ad un processo di canonizzazione.